# 首戰即終戰
首戰即終戰，又稱首戰即決戰，是中華人民共和國軍方對台灣的軍事戰略目標，希望在以機動戰對台灣進行軍事行動，進行武力攻台，在美國來不及支援之前，可以一次擊敗中華民國國軍，達成中國統一。最早出自於中國人民解放軍於1998年的軍報，在台灣，中國國民黨與馬英九前總統曾經引述這個說法，希望避免與中國發生戰爭。民主進步黨以及賴清德批評這是投降主義。
台灣國防安全研究院在2018年曾建議中華民國國軍應採用豪豬戰略來對抗中國的首戰即終戰方針，阻止中國入侵。

## 概論
第二次國共內戰在1947年爆發，於1949年中華人民共和國建國，中華民國政府撤退至台灣，形成兩岸分治。中華人民共和國以一個中國為基本國策，主張以和戰兩手策略完成中國統一。中國人民解放軍希望重現三大會戰，擊潰中華民國國軍，以解放台灣。中國曾經發動古寧頭戰役與金門戰役，但都遭中華民國國軍擊敗，中國方面認為失敗的主因為美國介入。
在中國改革開放之後，中國的海軍與空軍實力上升，在1998年，中華人民共和國軍隊提出首戰即終戰的目標，以反介入/區域拒止（A2/AD），先行排除美國軍隊進入台灣海峽。中國軍隊直攻台灣本島，快速擊潰中華民國國軍。
在陳水扁總統任內，中華民國國軍曾提出決戰境外戰略。至蔡英文總統任內，改採豪豬戰略，建立多層防衛線，希望阻止中國武力犯台。台灣國防安全研究院於2018年發布的《中共政軍發展評估報告》，曾經提到中國的戰略目標為「首戰即決戰」，希望在美國介入前，就完成對台戰爭，擊敗中華民國國軍。國防安全研究院在報告中，建議中華民國國軍發展不對稱「有毒刺豪豬」戰略，用來阻止中國入侵。
前總統馬英九於2020年引述中國「首戰即終戰」說法，批評民進黨敵對中國，將引發中國軍事行動，台灣軍隊將被中國快速擊潰，沒機會等待美國救援。中華民國陸軍退役中將宋恩臨投書，支持馬英九的說法，認為中國軍隊在2024年聯合利劍的演訓，已經推進這個目標。
國防安全院解釋，馬英九的說法造成誤導，他們報告是用來說明中國軍隊的戰略，不是預測結果。中華民國總統賴清德曾批評中國國民黨的說法為投降主義。